# 제41회 아카데미상 외국어영화상 출품작 목록
다음은 제40회 아카데미 시상식 외국어영화상 출품작 목록이다. 아카데미 외국어 영화상은 1956년 미국 영화 예술 과학 아카데미 (AMPAS)가 미국 국외에서 제작된 비영어권 영화를 대상으로 시상하기 위해 제정되었다. 이후 외국어영화상은 매년 수여되었으며, 수상자는 출품국가로 여겨지지만 상 자체는 해당 영화의 감독이 수락한다. 아카데미측은 한 국가당 한 편의 영화만 허용되는 원칙에 의거, 여러 국가를 초청하여 자국 최고의 영화를 출품하도록 요청하고 있다.
제41회 아카데미상에서는 총 18편의 작품이 외국어영화상 부문에 출품되었다. 이 해의 신규 출품국가는 없었으며, 최종후보에는 체코슬로바키아, 프랑스, 헝가리, 이탈리아, 소련의 출품작이 올랐다. 수상작은 소련 영화 《전쟁과 평화》에게 돌아갔다.

## 출품작
| 출품국         | 제목                                            | 원제                                            | 언어              | 감독                    | 결과   |
| -------------- | ----------------------------------------------- | ----------------------------------------------- | ----------------- | ----------------------- | ------ |
| 브라질         | 사랑스러운 사람들                               | As Amorosas                                     | 브라질 포르투갈어 | 와우테르 우구 쿠리      | 미후보 |
| 체코슬로바키아 | 소방수의 무도회                                 | Horí, má panenko                                | 체코어            | 밀로스 포만             | 후보   |
| 덴마크         | 사람들이 만나면 감미로운 음악이 마음속을 채운다 | Människor möts och ljuv musik uppstår i hjärtat | 덴마크어          | 헤닝 칼센               | 미후보 |
| 프랑스         | 도둑맞은 키스                                   | Baisers volés                                   | 프랑스어          | 프랑수아 트뤼포         | 후보   |
| 서독           | 서커스단의 예술가들                             | Die Artisten in der Zirkuskuppel: Ratlos        | 독일어            | 알렉산더 클루게         | 미후보 |
| 그리스         | 비잔티움 랩소디                                 | Βυζαντινή Ραψωδία                               | 그리스어          | 기오르고스 스칼레나키스 | 미후보 |
| 헝가리         | 팔가의 소년들                                   | A Pál-utcai fiúk                                | 헝가리어          | 졸탄 파브리             | 후보   |
| 인도           | 여동생                                          | मझली दीदी                                          | 힌두어            | 흐리시케시 무헤르지     | 미후보 |
| 이스라엘       | 모든 녀석이 왕                                  | כל ממזר מלך                                     | 히브리어          | 우리 조하르             | 미후보 |
| 이탈리아       | 권총을 든 소녀                                  | La ragazza con la pistola                       | 이탈리아어        | 마리오 모니첼리         | 후보   |
| 일본           | 구로베의 태양                                   | 黒部の太陽                                      | 일본어            | 구마이 케이             | 미후보 |
| 대한민국       | 카인의 후예                                     | 카인의 후예                                     | 한국어            | 유현목                  | 미후보 |
| 폴란드         | 마태오의 나날들                                 | Zywot Mateusza                                  | 폴란드어          | 비톨드 레슈친스키       | 미후보 |
| 루마니아       | 원주                                            | Columna                                         | 루마니아어        | 미르차 드러간           | 미후보 |
| 소련           | 전쟁과 평화                                     | Война и мир                                     | 러시아어          | 세르게이 본다르추크     | 수상   |
| 스페인         | 다시 스페인                                     | España otra vez                                 | 스페인어          | 하이메 카미노           | 미후보 |
| 스웨덴         | 수치                                            | Skammen                                         | 스웨덴어          | 잉마르 베리만           | 미후보 |
| 유고슬라비아   | 잇 레인스 인 마이 빌리지                        | Biće skoro propast sveta                        | 세르보크로아트어  | 알렉산다르 페트로비치   | 미후보 |